# Cư Ni
Cư Ni là một xã thuộc huyện Ea Kar, tỉnh Đắk Lắk, Việt Nam.
Xã Cư Ni có diện tích 57,98 km², dân số năm 1999 là 16.323 người, mật độ dân số đạt 282 người/km².

## Lịch sử
Năm 1993, thành lập xã Cư Ni trên cơ sở một phần diện tích và dân số của xã Ea Păl.